# Gerrit Adriaan Bax (1910-1988)

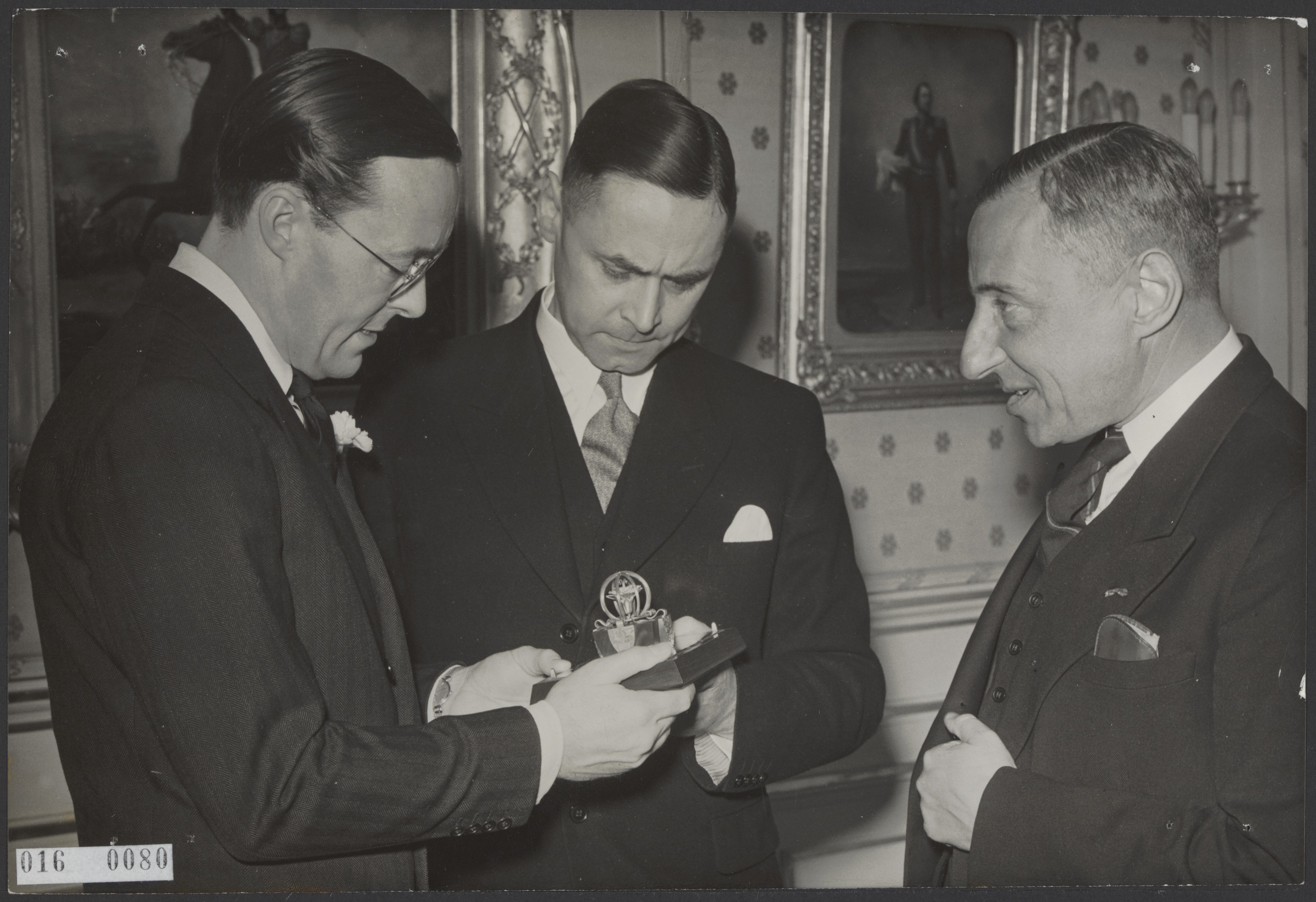
v.l.n.r.: Prins Bernhard der Nederlanden, G.A. Bax en J.E. de Quay (1952)

Gerrit Adriaan Bax (Zevenbergen, 15 maart 1910 – Ede, 18 juni 1988) was een Nederlands burgemeester.
Hij werd geboren als zoon van Adriaan Bax en Adriana Maris. G.A. Bax is afgestudeerd in de rechten en was werkzaam als volontair bij de gemeentesecretarie van Barendrecht. Daarna was hij reserve eerste luitenant bij de bereden artillerie. In juni 1940 werd Bax burgemeester van de drie Noord-Brabantse gemeenten Andel, Giessen en Rijswijk. In 1963 volgde zijn benoeming tot burgemeester van Werkendam wat hij tot zijn pensionering in april 1975 zou blijven. Midden 1988 overleed Bax op 78-jarige leeftijd.